# Маилов, Эльчин
Эльчин Маилов (род. 1981) — азербайджанский самбист, серебряный (2003, 2006) и бронзовый (2004) призёр чемпионатов Европы, чемпион (2010), серебряный (2004) и бронзовый (2005, 2007) призёр чемпионатов мира. Выступал в легчайшей (до 52 кг) и полулёгкой (до 57 кг) весовых категориях. Был пятым на чемпионатах Европы 2005, 2007 и 2008 годов и чемпионатах мира 2003, 2006 и 2008 годов. Представлял клуб «Нефтчи».